# اینگرید لوتس
اینگرید لوتس (آلمانی: Ingrid Lotz؛ زادهٔ ۱۱ مارس ۱۹۳۴) پرتاب‌گر دیسک اهل آلمان است.
وی در مسابقات کشوری و بین‌المللی در مجموع برندهٔ ۱ مدال نقره شده‌است.